# The Witcher Adventure Game
The Witcher Adventure Game (укр. Відьмак: Пригодницька гра) — настільна гра, дії якої розгортаються у всесвіті «Відьмак». Настільну версію гри розробляла польська компанія CD Projekt Red та Fantasy Flight Games. Цифрову версію розробили CD Projekt Red та Can Explode Games.

## Ігровий процес
В цифровій версії гри можна грати окремо проти штучного інтелекту або в локальному/онлайн мультиплеєрі.

## Розробка
Настільна версія The Witcher Adventure Game була розроблена компанією CD Projekt Red та Fantasy Flight Games. Вона була випущена 26 листопада 2014 року.
Цифрова версія була розроблена компанією CD Projekt Red та Can Explode Games. Вона була анонсована у червні 2014 року, а випущена для OS X, Windows, Android та iOS 27 листопада 2014 року.

## Оцінки
| Агрегатор  | Оцінка                 |
| ---------- | ---------------------- |
| Metacritic | PC: 68/100 iOS: 65/100 |

| Видання | Оцінка |
| ------- | ------ |
| IGN     | 6.9/10 |

The Witcher Adventure Game отримала змішані або середні відгуки від професійних критиків відповідно до вебсайту агрегатора оглядів Metacritic.